# Annette O’Toole

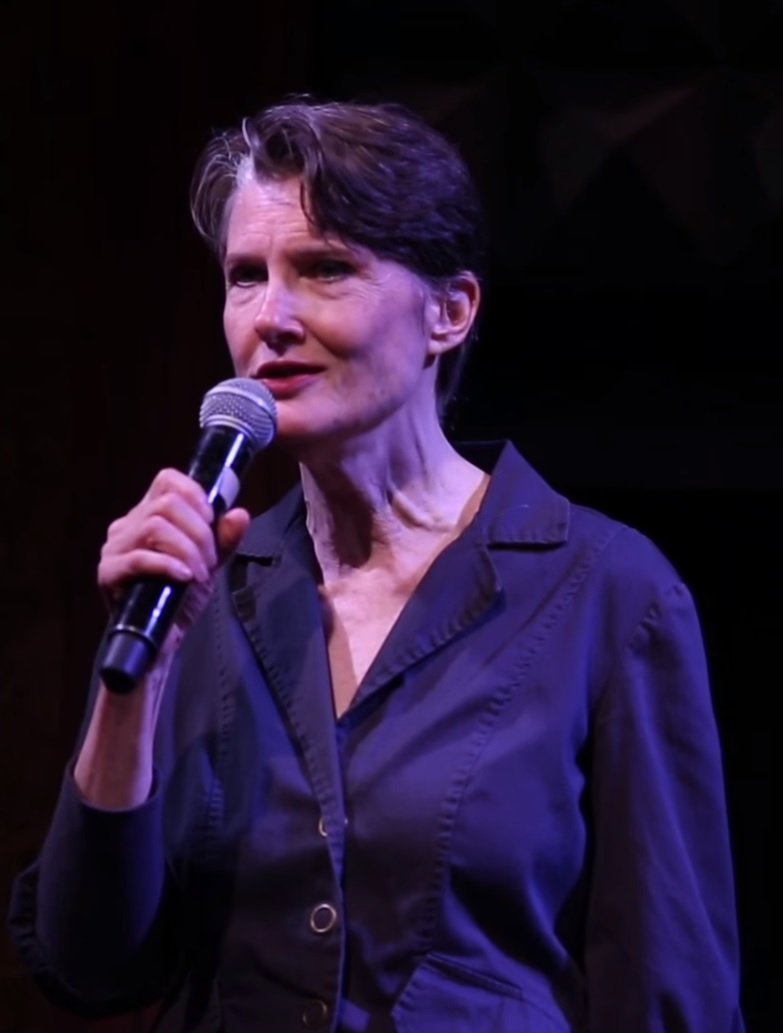
Annette O’Toole (2016)

Annette O’Toole (* 1. April 1952 in Houston, Texas) ist eine US-amerikanische Schauspielerin und Sängerin.

## Leben
Annette O’Toole ist die Tochter von William West Toole Jr und Dorothy Geraldine Niland. Sie begann in jungen Jahren mit der Schauspielerei und hatte Gastauftritte in Fernsehserien wie Meine drei Söhne und Rauchende Colts. Eine ihrer ersten größeren Rollen hatte sie 1981 in dem Fernsehfilm Stand by Your Man, in dem sie die Country-Legende Tammy Wynette darstellte. In Nur 48 Stunden spielte sie ein Jahr später die Freundin von Nick Nolte. Kurz darauf war sie in Superman III – Der stählerne Blitz an der Seite von Christopher Reeve als Lana Lang zu sehen. In der Fernsehserie Smallville spielte sie die Mutter von Clark Kent, Martha Kent.
Annette O’Toole ist mit dem Schauspieler Michael McKean verheiratet, mit dem sie auch diverse Filmmusikstücke geschrieben hat. Sie wurden für den Song A Kiss at the End of the Rainbow, den sie für A Mighty Wind geschrieben hatten, für den Academy Award of best Song nominiert. Zusammen übernahmen sie 1998 die Hauptrollen in dem Justizdrama Schreiendes Unrecht. Zudem hatten die beiden einen Gastauftritt in der Fernsehserie Law & Order als ein reiches Ehepaar, das des Mordes beschuldigt wurde.

## Filmografie (Auswahl)
- 1967: Meine drei Söhne (My Three Sons, Fernsehserie, Folge 8x17 The Chaperones)
- 1970: Die Leute von der Shiloh Ranch (The Virginian, Fernsehserie, Folge 9x05 The Mysterious Mr. Tate)
- 1970: Rauchende Colts (Gunsmoke, Fernsehserie, Folge 16x11 The Witness)
- 1973: The Rookies (Fernsehserie, 2 Folgen)
- 1976: Barnaby Jones (Fernsehserie, Folge 5x06)
- 1978: König der Zigeuner (King of the Gypsies)
- 1982: Nur 48 Stunden (48 Hrs.)
- 1982: Katzenmenschen (Cat People)
- 1983: Superman III – Der stählerne Blitz (Superman III)
- 1985: Brücke nach Terabithia (Bridge to Terabithia, Fernsehfilm)
- 1987: Das gebrochene Gelübde (Broken Vows, Fernsehfilm)
- 1990: Stephen Kings Es (Stephen King’s It, Fernsehfilm)
- 1992: Juwelen des Schicksals (Jewels, Fernsehfilm)
- 1994: On Hope
- 1995: Outer Limits – Die unbekannte Dimension (The Outer Limits, Fernsehserie, Folge 1x11 Dark Matters)
- 1996–1998: Nash Bridges (Fernsehserie, 33 Folgen)
- 1997: Aircrash – Katastrophe beim Take Off (Final Descent)
- 1997: Kampf ums Überleben (Keeping the Promise)
- 1998: Schreiendes Unrecht (Final Justice, Fernsehfilm)
- 1999: Das Leben und ich (Boy Meets World, Fernsehserie, Folge 6x22 State of the Unions)
- 2000: Here on Earth
- 2000: Law & Order (Fernsehserie, Folge 10x18 Mega)
- 2000–2001: The Huntress (Fernsehserie, 29 Folgen)
- 2001–2011: Smallville (Fernsehserie, 135 Folgen)
- 2003: Temptation
- 2010: Lie to Me (Fernsehserie, Folge 3x07 Veronica)
- 2011: Private Practice (Fernsehserie, Folge 4x13 Blind Love)
- 2012: The Finder (Fernsehserie, Folge 1x13 Der Junge mit dem Eimer)
- 2014: Grey’s Anatomy (Fernsehserie, Folge 9x18: Der Lodox)
- 2016: 11.22.63 – Der Anschlag (11.22.63, Fernsehserie, Folge 1x02 Das Schlachthaus)
- 2019: Blow the Man Down
- 2019: Marvel’s The Punisher
- seit 2019: Virgin River (Fernsehserie)
- 2020: The Good Doctor (Fernsehserie, Folge 3x13: Sex und Tod)